# Chemin de fer du Mont-Revard
Le chemin de fer du Mont-Revard était une ligne de chemin de fer à crémaillère de 9,350 kilomètres, inaugurée en 1892, qui reliait Aix-les-Bains à la station touristique du Revard sur le mont éponyme en Savoie. Notamment exploitée par la Compagnie des chemins de fer de Paris à Lyon et à la Méditerranée, elle participe à la dynamique touristique de la ville d'Aix-les-Bains et contribue à l'essor de la station du Revard. Concurrencée par la route dans les années 1930, la ligne disparaît en 1937, remplacée par un téléphérique, lui-même disparu en 1969. 

## Histoire

### Tourisme thermal et montagnard
Au XIXe siècle, Aix-les-Bains connaît un grand dynamisme économique grâce aux cures thermales qui attirent de nombreux touristes fortunés, de France et de l'étranger,. C'est à cette époque que l'accès à la montagne est favorisé par l'invention du chemin de fer à crémaillère (dès 1869) : les sports d'hiver se popularisent. 
Enfin, la création de la station climatique du Revard au sommet du mont Revard nécessite la mise en place d’un accès plus aisé et plus commode que le chemin muletier existant, dit du Pertuiset, alors remis en état par la section aixoise du Club alpin français en 1876. Si une route est envisagée dans les années 1880, c'est finalement le chemin de fer qui est choisi, né du besoin de relier la ville thermale à la nouvelle station du Revard,. 
C'est au cours d'un séjour à Aix en 1879 que Niklaus Riggenbach va lancer l'idée : il est le cofondateur du chemin de fer du Rigi en Suisse, la toute première ligne de montagne d'Europe.

### Projet, concessions
En 1888, le maire d’Aix-les-Bains, M. Bonna, rassemble un comité d’études composé d'élus municipaux (MM. Mottet et Bolliet), du conseiller général M. Rebaudet et du président de la section aixoise du Club alpin français M. Barbier. Ce comité commande et finance la réalisation d’une étude préparatoire. 
Le rapport suggère la réalisation d’une ligne à deux sections, en adhérence et à crémaillère. En 1889, la Compagnie de chemin de fer Paris-Lyon-Méditerranée (PLM) se voit refuser la construction de cette ligne par le comité, qui s’octroie sa proposition : un chemin de fer entièrement à crémaillère et à traction vapeur.

### La Société genevoise des chemins de fer à voie étroite
Ne parvenant pas à trouver un accord avec la Compagnie générale française des chemins de fer secondaires, située à Paris, le comité d’études se tourne vers la Société genevoise des chemins de fer à voie étroite. Le Département accorde la concession du chemin de fer du Mont-Revard le 11 octobre 1890 aux administrateurs de la Société genevoise MM. Dupont-Buëche, Petit, Tronchet et Annevelle. Elle est fixée par une convention datée du 14 octobre,. La ligne est déclarée d'utilité publique le 25 juin 1891, date à laquelle démarre la concession de 99 ans,.

### La Société anonyme des chemins de fer de montagne et régionaux
La Société anonyme des chemins de fer de montagne et régionaux obtient la concession du chemin de fer du Mont-Revard par rétrocession de la Société genevoise. Elle assure la construction de la ligne, qui dure moins de 10 mois et mobilise 1 200 ouvriers (dont 1 décèdera), principalement italiens. 
De nombreuses société suisses sont mobilisées, l'entreprise locale Léon Grosse contribue à la création d'ouvrages d'art,,,.
La ligne est mise en service le 15 août 1892 et l'inauguration a lieu le 5 septembre suivant. On note la présence de Jules Roche, ministre du Commerce, de l'Industrie et des Colonies, également sénateur de Savoie,,,,,,,,.
On compte alors 10 allers-retours quotidiens : 2 trains réguliers marquant tous les arrêts et 8 trains facultatifs, sans arrêt à Mouxy, ne circulant qu'avec un minimum de 25 voyageurs. Les montées commencent à 6h du matin pour terminer à 16h20, les descentes débutent à 7h30 et finissent à 18h40. Lors de la première année, pour un exercice du 15 août au 30 novembre, le train transporte 6 508 voyageurs avec une recette de 56 717,05 francs,.
Il n’existe aucune liaison avec la gare PLM d'Aix-les-Bains aucun moyen de transport, pas plus que de signalétique pour les piétons. 
En 1908, la ligne est exploitée du 1er mai au 15 octobre. Le service comprend 2 à 6 trains quotidiens et des trains supplémentaires à la demande. Le train le plus fréquenté est celui de 13h30 au départ d’Aix-les-Bains. 
Le trafic est exclusivement estival jusqu'à l'hiver 1908-1909 où le Club des sports Aix-Revard-Chambéry (A.R.C) parvient à louer un train dominical à la Société, quelque peu réticente à l'idée de faire circuler un train sous et sur la neige. Dans un premier temps, l'ensemble de la voie ferrée est déneigé manuellement, uniquement à l'aide de pelles ; l'acquisition d'un chasse-neige pendant l'hiver 1909-1910 va permettre une exploitation sans interruption, tout au long de l'année. L'objectif est de faire du plateau du Revard un grand centre touristique, médical et sportif,,,,,,,. 
Le 4 septembre 1910, à l'occasion du cinquantième anniversaire du rattachement de la Savoie à la France, le train transporte un illustre voyageur : Armand Fallières, huitième président de la République. Le trafic voyageur augmente de 22 % entre 1912 et 1913, grâce à la création de trains quotidiens. Pendant l’hiver 1913-1914 prend fin de la concession accordée au club A.R.C : la Société prend désormais en charge le financement des trains d’hiver. 
Lorsque la Première Guerre mondiale éclate en 1914, l’exploitation de la ligne est arrêtée, faute de personnel et de voyageurs. Mais Aix-les-Bains est aussitôt déclarée ville-hôpital et avec l’arrivée des militaires blessés ou convalescents, la Société décide de remettre le train en marche, pour qu'ils puissent se rétablir dans les établissements du Revard. Toutefois, la guerre stoppe les projets de prolongements de la ligne, dont celui d'un Transbaugien qui aurait permis de désenclaver le plateau. 

### La Compagnie des chemins de fer de Paris à Lyon et à la Méditerranée (PLM)

#### La Compagnie du Revard: 1924-1937
À la suite de malversations financières, la Société anonyme des chemins de fer de montagne et régionaux est liquidée. Ses actifs, comprenant la voie ferrée, un domaine de 400 hectares et des bâtiments, sont acquis par la Compagnie des chemins de fer de Paris à Lyon et à la Méditerranée (PLM) à la fin de l'année 1923. La ligne devient la propriété de la Compagnie du Revard puis de la Société Hôtelière et Touristique de la PLM (SHT-PLM) en 1930,,.
Immédiatement, la compagnie PLM investit massivement dans la station pour obtenir d'importantes améliorations : hausse du trafic voyageurs, augmentation de la cadence des trains, reconstruction de la gare, agrandissement du Grand-Hôtel, aménagement de l’équipement, etc. La station du Revard bénéficie d'un regain d’intérêt, tant pour le tourisme estival que pour les sports d’hiver,.
Au niveau du matériel roulant, la compagnie PLM s'occupe en premier lieu de repeindre les voitures, en livrée bicolore correspondant au réseau secondaire : les flancs sont verts, les toitures et encadrements des fenêtres de couleur crème. La compagnie modifie également l'intérieur, par installation d'un ou deux compartiments, isolés et équipés de banquettes amovibles en moleskine, plus confortables. Enfin, l’éclairage électrique est amélioré.
En 1929, une nouvelle locomotive est acquise auprès de la Société suisse de construction de locomotives et de machines (SLM). Un fait exceptionnel pour l'époque : elle est capable de pousser deux voitures et ainsi doubler la capacité de la ligne. L’arrivée de cette machine est particulièrement spectaculaire : elle remonte l’avenue de la gare PLM à la gare de départ du chemin de fer à crémaillère (actuelle avenue Charles-de-Gaulle) en roulant sur des tronçons de voies disposés sur la chaussée, tirée par des camions. 
La station connaît ainsi un succès exponentiel mais dont elle est peu à peu victime : l'affluence de voyageurs dépasse rapidement la faible capacité des trains lors des saisons hivernales. Ainsi, le 19 janvier 1930, 888 personnes se présentent au départ d’Aix-les-Bains : on en transporte 676 dans 7 trains d’une voiture et 1 train de deux voitures, alors que la capacité théorique est de 540 places. Les 200 personnes restées à quai attendent près de 2 h 30 pour pouvoir monter au Revard. Le problème se pose également le soir, avec 861 voyageurs à redescendre. Il en va de même le 4 février 1934, avec 535 voyageurs en attente. 
Face à cette gestion difficile des flux de touristes, la compagnie fait alors deux choix qui sonneront le glas du chemin de fer à crémaillère : tout d'abord, la construction d'une route (actuelle D913) en espérant que l’automobile, alors en plein développement, puisse décharger le train d’une partie de ses voyageurs, puis la création d'un téléphérique, plus moderne, attrayant et efficace. 
Le trafic voyageur cesse le 25 octobre 1935, mais le transport de bagages continue jusqu'en 1937, quand la voie est déposée,,,,,,,,.
Le déclassement du chemin de fer du Mont-Revard est officiellement promulgué par arrêté municipal le 18 janvier 1960. Une étude financière démontre que la rentabilité de la ligne n’a jamais été atteinte. La PLM tirait ses bénéfices du complexe touristique et hôtelier dont elle était également propriétaire. Le chemin de fer et le téléphérique n'ont été qu'un support pour attirer une clientèle et non un besoin.

#### Le téléphérique: 1937-1969

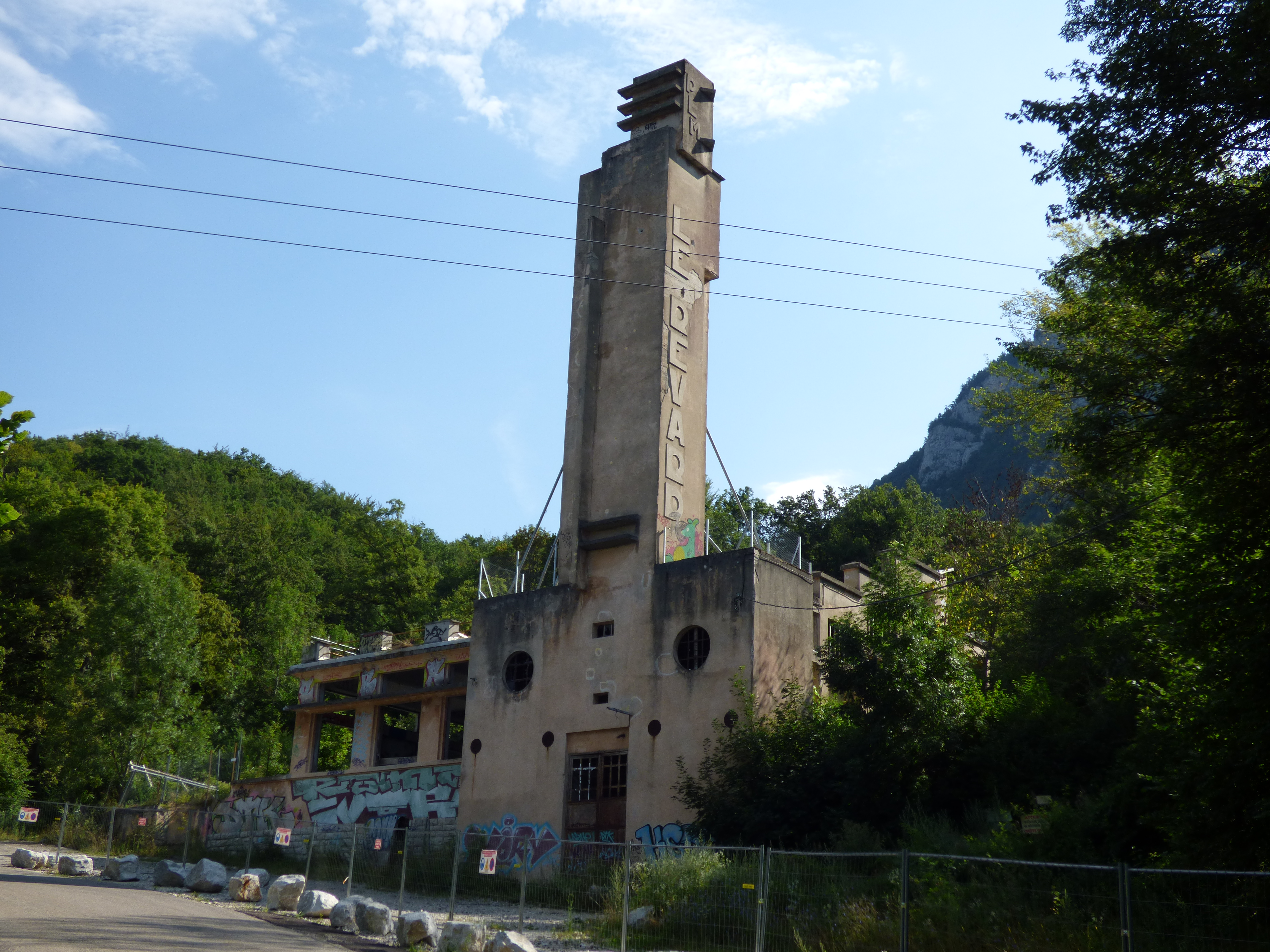
La station de départ du téléphérique du Mont-Revard en 2016, aux Mentens, près de Mouxy.

La crémaillère est démantelée et remplacée par un téléphérique inauguré le 29 décembre 1935. Conçu par l'ingénieur André Rebuffel, il relie Mouxy (au lieu-dit les Mentens) au sommet du mont Revard en moins de 7 minutes, grâce à deux cabines pouvant accueillir 40 passagers à une vitesse de 4,5 m/s (16,2 km/h). Il permet de s’affranchir des problèmes de déneigement et d’augmenter le débit de voyageurs. 
Avec environ 1 600 mètres de portée unique et 845 mètres de dénivelé, un nouveau record est établi dans le domaine : il s'agit de la plus grande portée du monde sans pylône intermédiaire. La presse le décrit alors comme le « téléphérique le plus puissant du monde »,,,,.
La gare des Mentens est conçue en béton brut, dans un style art déco classique des années 1930. Elle fait office de station motrice et abrite les contrepoids des deux câbles porteurs. Quant à la gare d'arrivée, elle est construite au bord de la falaise et à proximité des différentes infrastructures du site (restaurant panoramique, hôtels, patinoire, téléski en hiver).
Le projet d’une deuxième ligne reliant le centre-ville aixois est même évoqué dans les années 1950 mais finalement abandonné sous la pression des hôteliers. Un service de cars fait la connexion mais la distance éloignée de la ville, ainsi que le développement de l'automobile, peuvent être les raisons de son délaissement progressif. 
Le câble tracteur se révèle usés et rompt en 1969 à une quinzaine de mètres seulement de l'arrivée, sans toutefois créer d'accident ; face aux coûts engendrés de réparation et de mise au norme, le service prend fin la même année. Les cabines restent durant une période suspendues aux câbles, avant d'être déposées en station puis démantelées dans les années 1980. Toutefois, l'idée de relier Aix-les-Bains au Revard perdure jusque dans les années 1980,,,,.
Comme le souligne François Fouger, chercheur à l’Inventaire du Patrimoine et administrateur de la Société d’Art et d’Histoire d’Aix-les-Bains, la crémaillère « fut l’instrument qui conditionna la création et le développement de la station du Revard. Mais l’importance prise par le tourisme, le nombre toujours croissant de curistes, le manque de prospective à long terme et surtout l’absence de modernisation ont eu raison du petit train, comme ils ont eu raison du téléphérique trente ans plus tard. »

## Infrastructures

### Gares et haltes
- Aix-les-Bains (gare), altitude 264 mètres, km 0
- Mouxy (halte), altitude 411 mètres, km 1,75
- Pugny-Chatenod (halte), altitude 616 mètres, km 3,1
- Pré-Japert (halte), altitude 1 043 mètres, km 5,86
- Le Revard (gare), altitude 1 496 mètres, km 9,35[6],[10],[18]

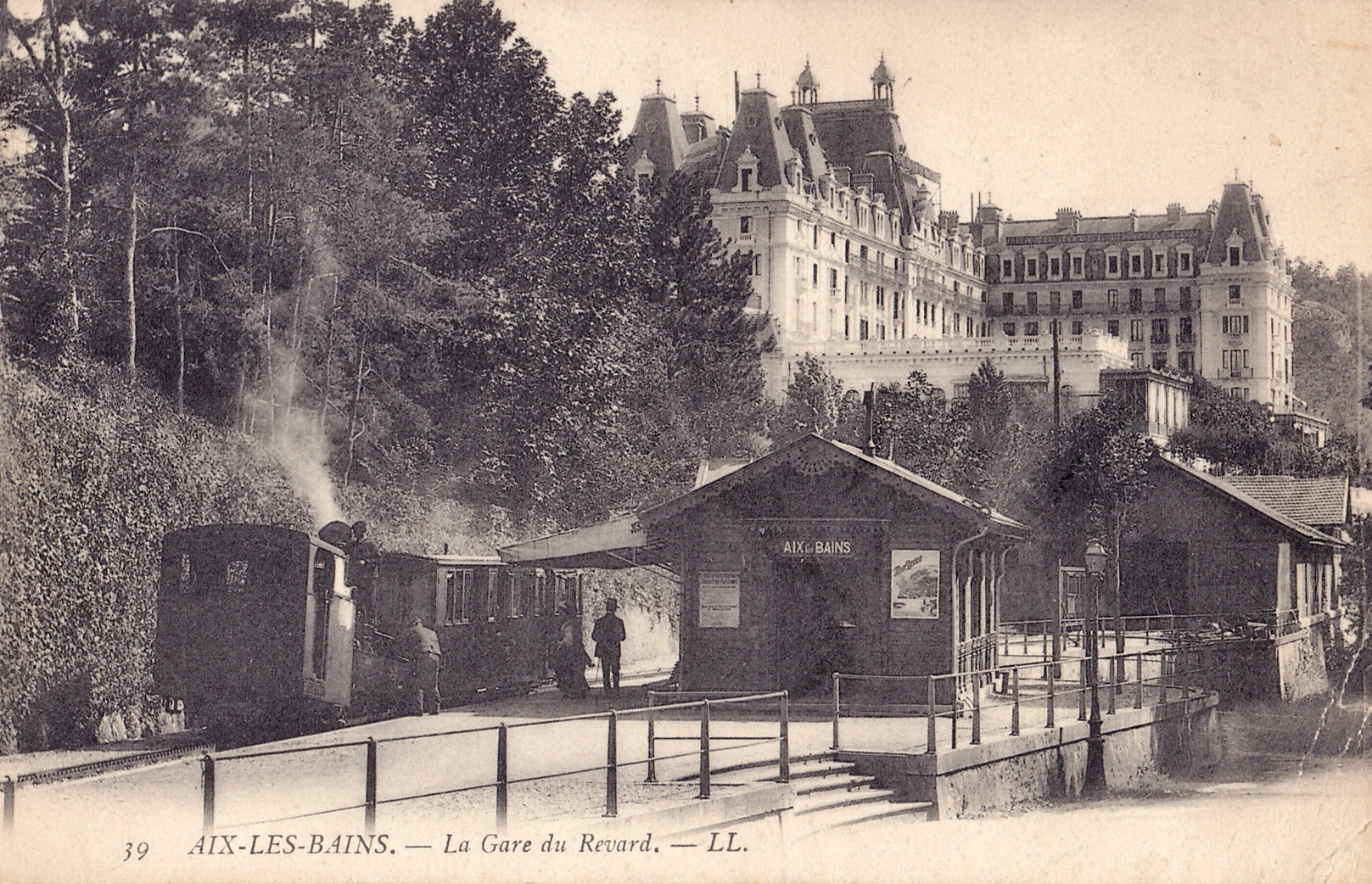
La gare du Revard à Aix-les-Bains, origine de la ligne.
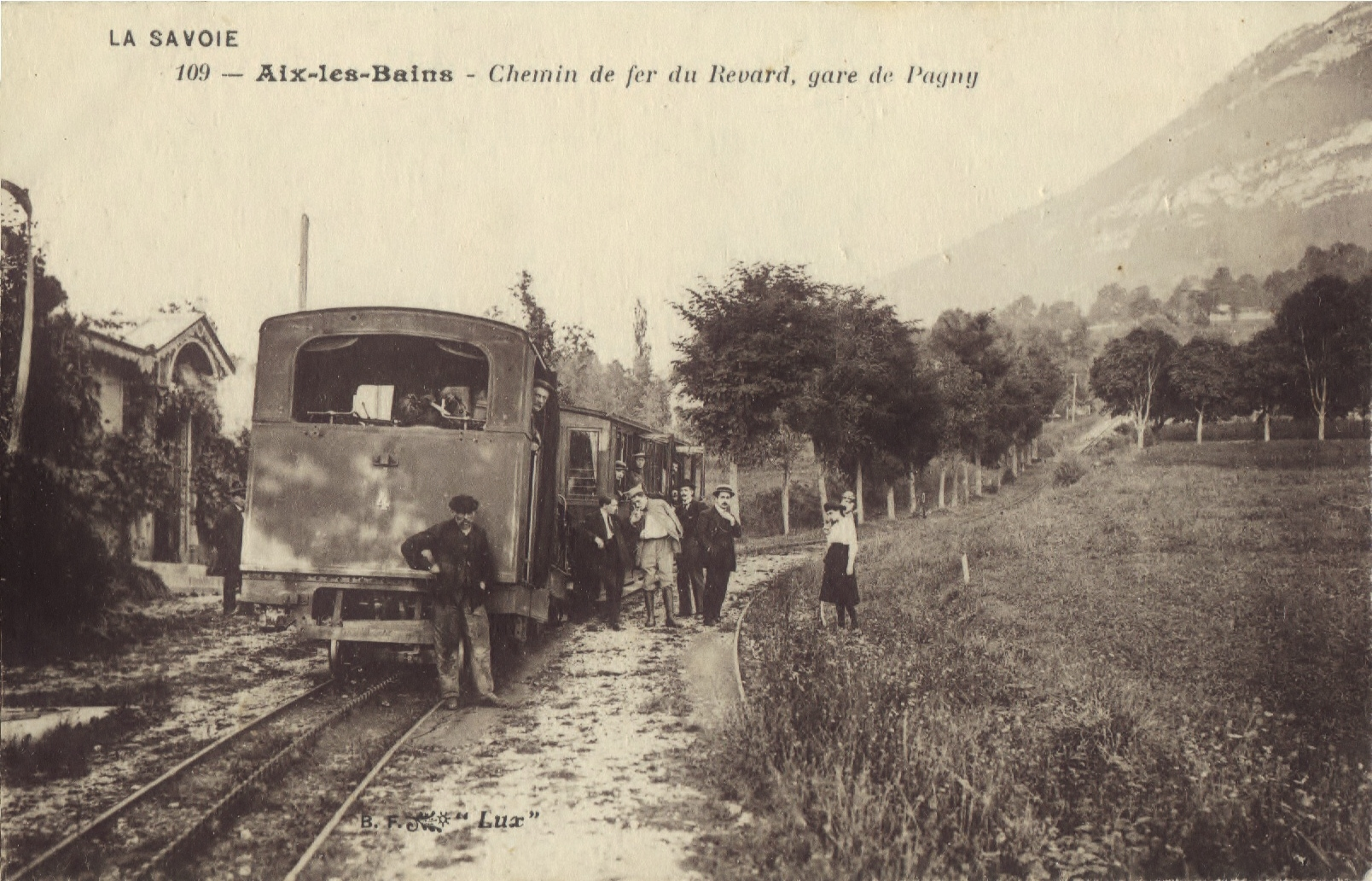
Locomotive No 4 à Pugny.
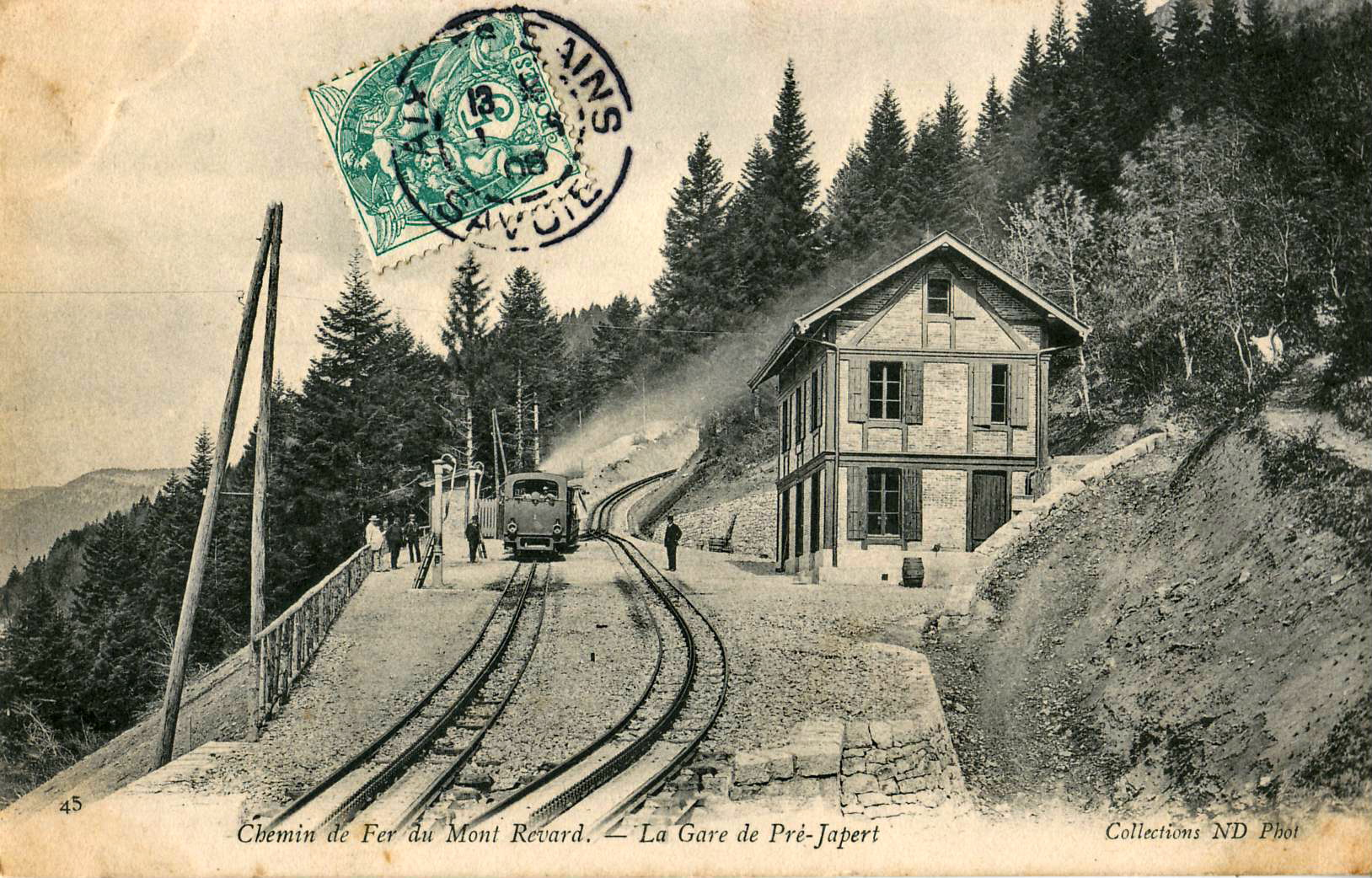
La gare de Pré-Japert.
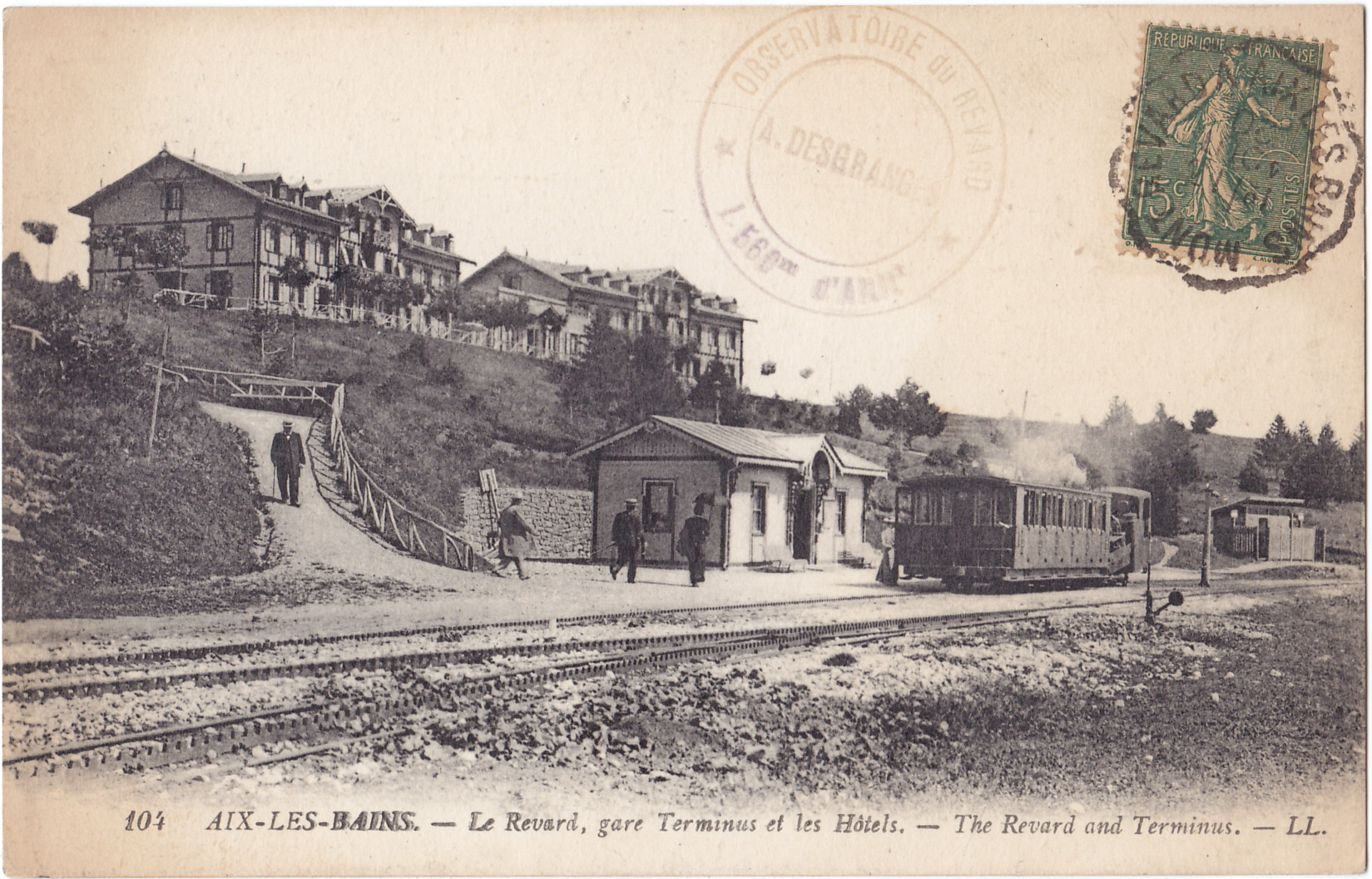
La station terminus du Revard, avec ses hôtels.
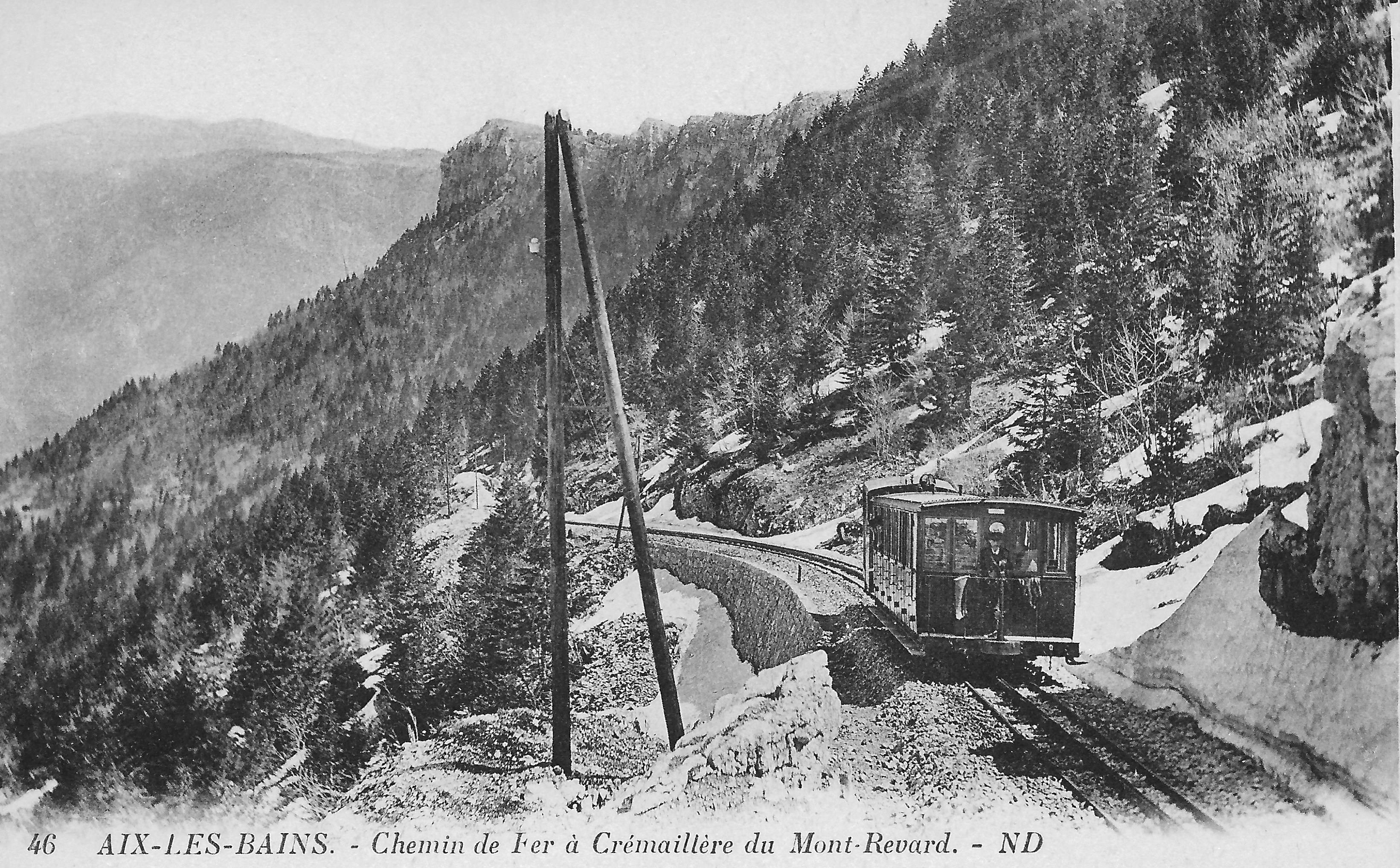
Montée d'un train dans la neige.

Initialement, en 1892, toutes les gares et haltes sont construites selon le modèle des haltes des tramways de la Société genevoise des chemins de fer à voie étroite. Les bâtiments sont entièrement lambrissés, comprennent une salle d’attente, le bureau du receveur, deux guichets et une petite bagagerie. Seule la station de Pré-Japert, isolée et plus difficilement accessible, es conçue de manière différente : comportant une salle d’attente et un bureau, elle est surmontée d’un étage destiné au personnel de la station, justifiant une architecture de briques et de colombages, plutôt qu'en bois.
Une campagne d’embellissement des installations a lieu en 1897, avec la construction d'hôtels au Revard et la modification des extérieurs de la station de Pugny-Chatenod et de la gare d’arrivée. Cette dernière est démolie en 1925 et le chalet de bois laisse place à une construction en pierres locales. À l’exception de la halte de Mouxy, les stations comportaient des équipements d’alimentation en charbon et en eau des locomotives à vapeur,,.
Le train met entre 1 h 5 et 1 h 30 à effectuer le trajet et peut transporter jusqu'à 550 personnes,,,,,.

### Ouvrages d'art
Il existait trois ouvrages d'art principaux :
- le viaduc hélicoïdal des Fontanettes. Construit en pierre, en pente de 17 %, il possède 5 arches de 12 mètres de hauteur, disposées en arc de cercle de 120 m de rayon ; sa longueur totale est de 111 mètres[2],[6],[22] ;
- le tunnel de Pré-Japert, taillé abruptement dans la roche, long de 28 mètres[2],[22] ;
- le tunnel de Pré-Farnier, également hélicoïdal, en pente de 18,5 %, avec une courbe de 75 mètres de rayon et long de 120 mètres[2],[7].

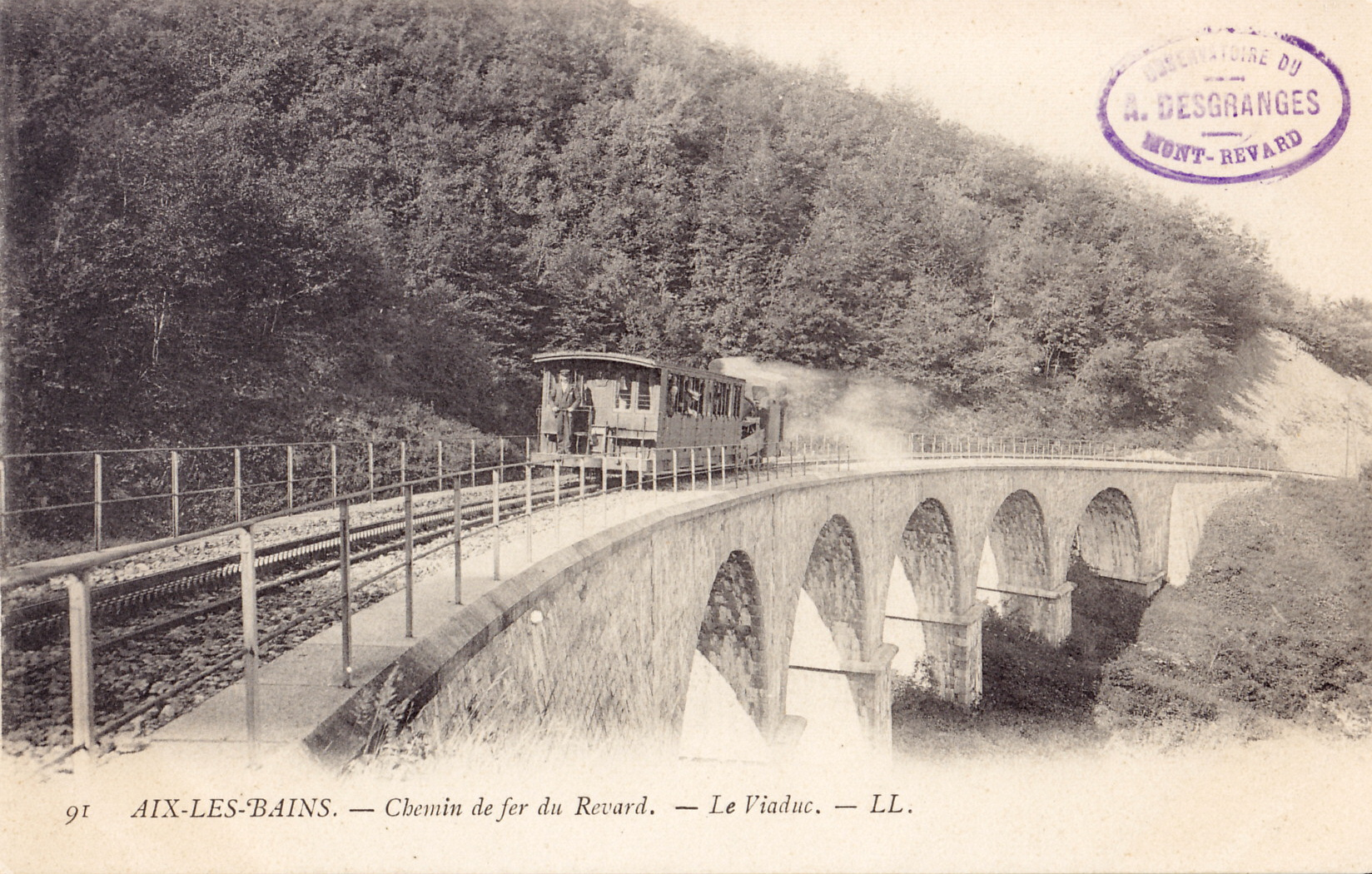
Le viaduc des Fontanelles, début du XXe siècle
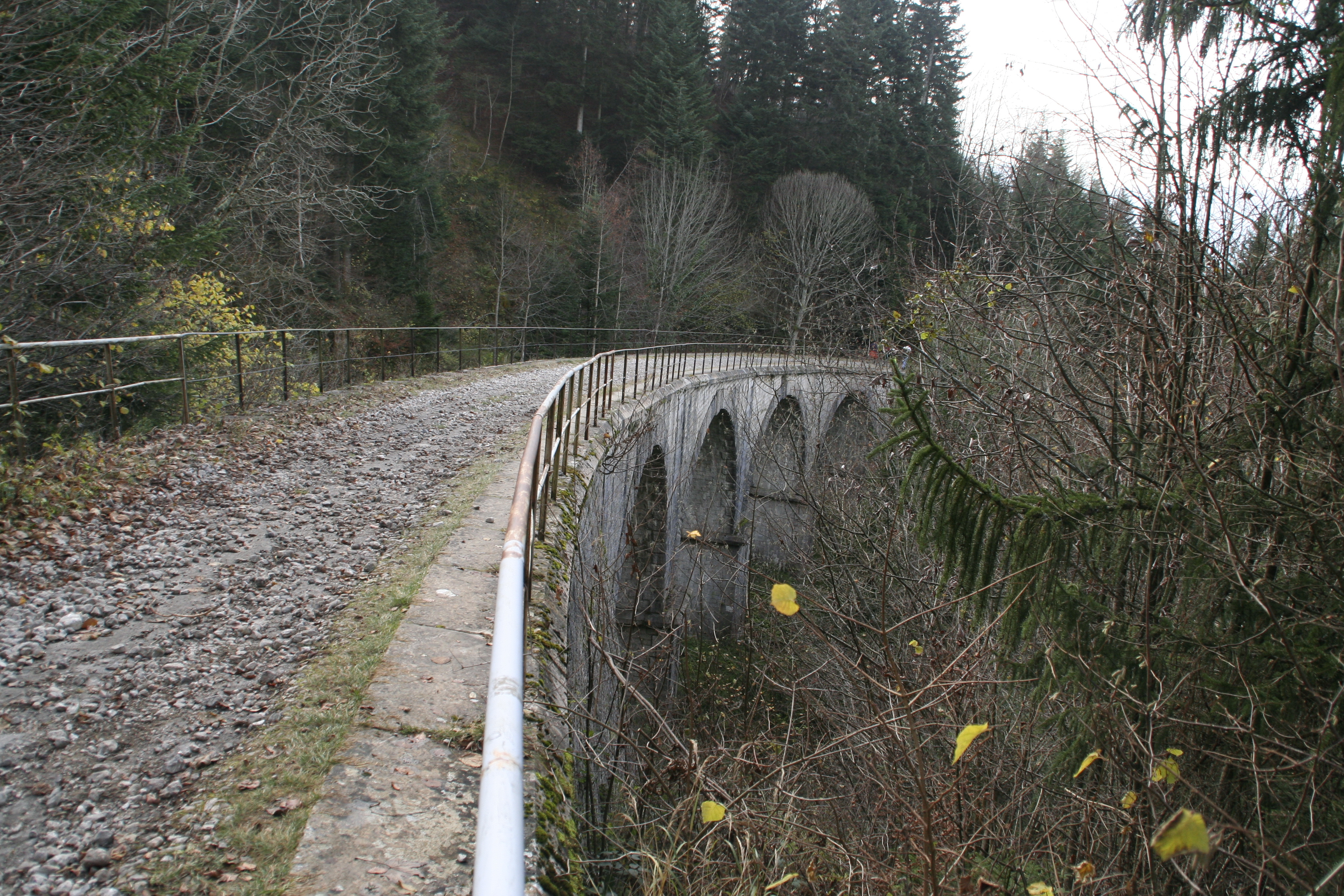
Le viaduc des Fontanelles en 2014

### Crémaillère et profil de la voie
La crémaillère est installée sur la totalité du parcours, elle est du type Abt à doubles lames (deux rangées de dents). Ce système a été adopté dans le monde entier depuis plus d'un siècle.
Pour une longueur de 9,35 km, son parcours présente un dénivelé de 1 232 mètres. La rampe la plus élevée a une inclinaison de 21 %. Le rayon de courbe le plus faible est de 75 mètres.

## Matériel roulant
- 8 locomotives à vapeur :
  - No 1 à 7, SLM Winterthur, livrée en 1892, type 021T, poids à vide 14,2 tonnes ; leurs chaudières sont inclinées de 7° afin que l'eau reste horizontale[2],[10],[23];
  - No 8, SLM Winterthur, livrée en 1929, type 031T, poids à vide 18,1 tonnes ; permet de pousser deux wagons ce qui augmente considérablement la capacité du train[2],[10].
- 10 voitures voyageurs à bogies (8 « ordinaires » et 2 « de luxe ») de 60 places[10].
- 3 wagons plats à deux essieux[10].
- 1 chasse-neige, à partir de l'hiver 1909[3].

A la montée, le train roule à une moyenne de 9 km/h, oscillant entre 7 et 12 km/h ; à la descente, la vitesse est maintenue à 10 km/h, la vitesse maximum autorisée du train. Le frein automatique intervient à la vitesse de 13 km/h. 
La locomotive est placée à l'arrière lors de la montée, afin de pousser les wagons et à l'avant lors de la descente, afin d'opérer une retenue.

Image de la huitième locomotive SLM 031T
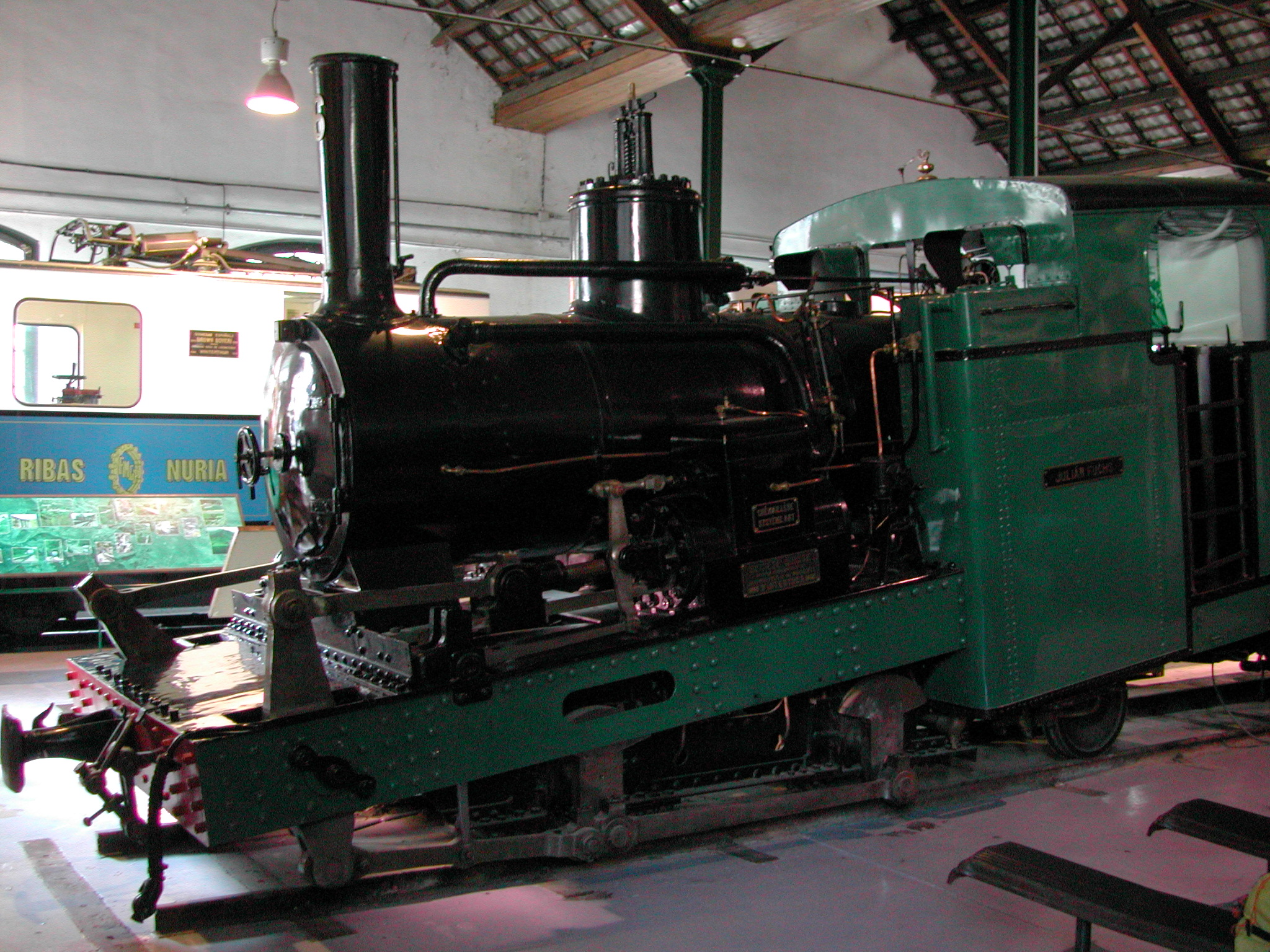
Exemple de locomotive 031T, musée de Núria, Espagne.

## Vestiges

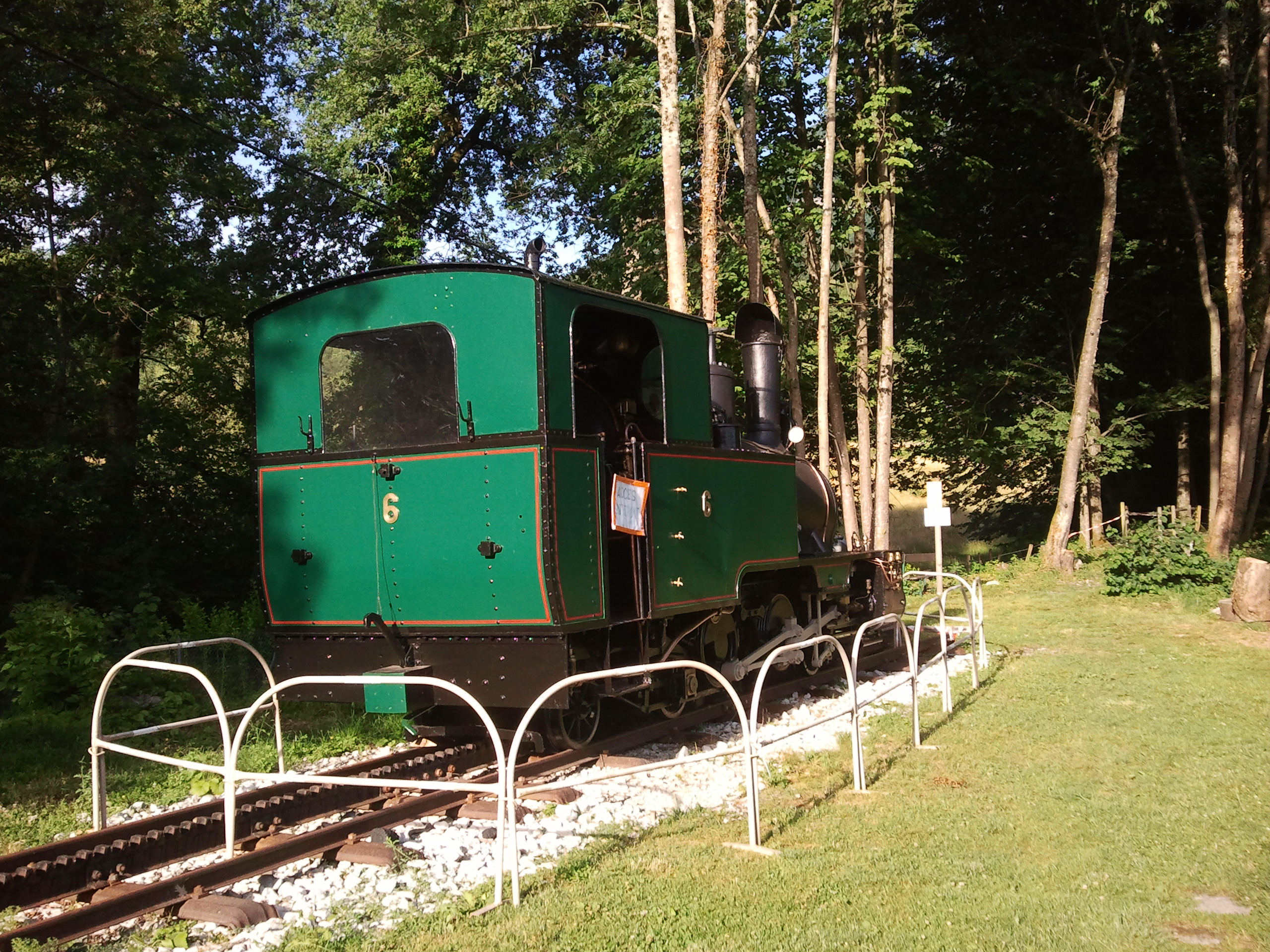
Locomotive du chemin de fer exposée à Mouxy.

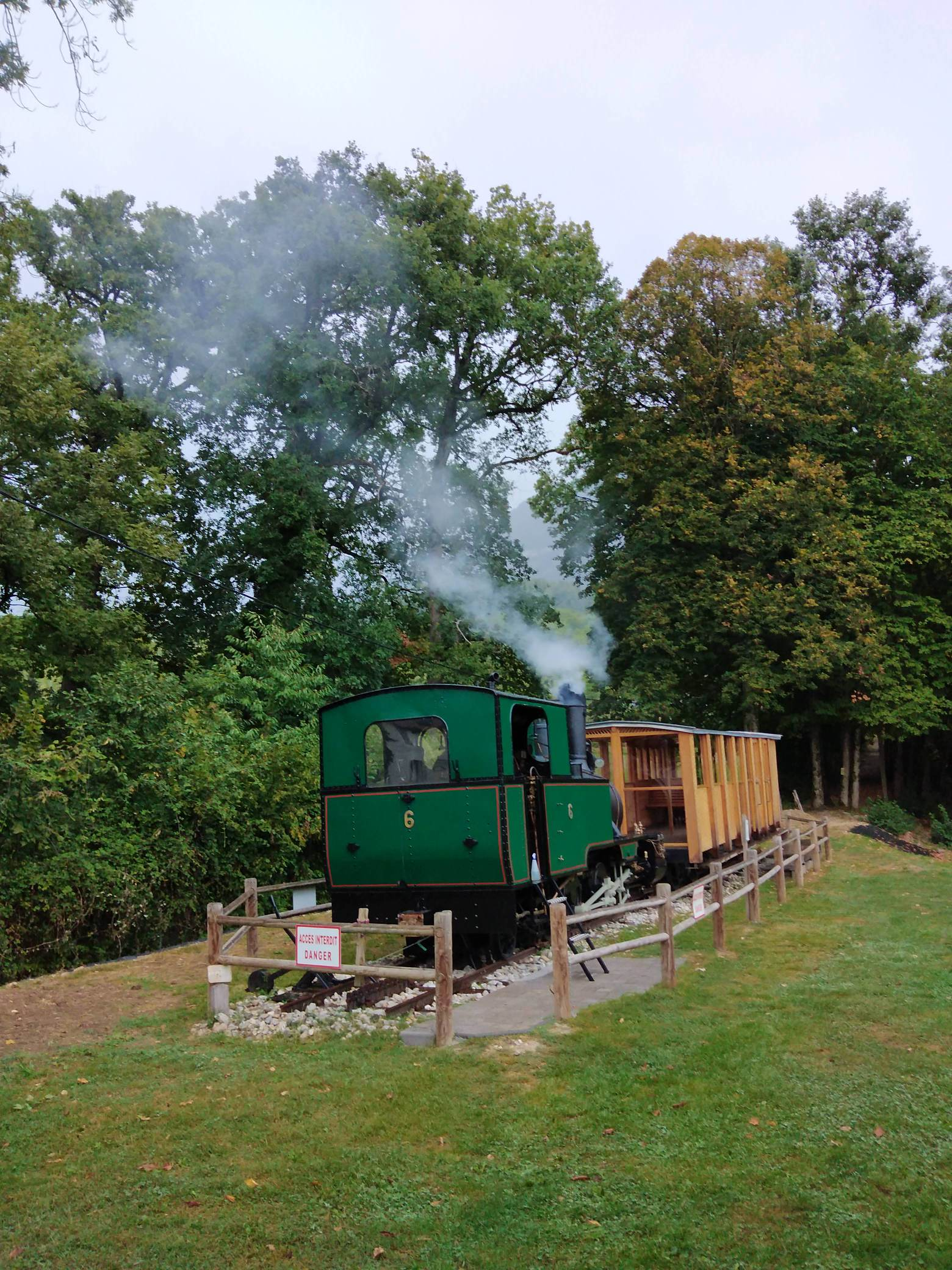
Locomotive à laquelle a été rajoutée une voiture voyageur de l'époque, reconstruite par l'association TCAC, Mouxy.

L'emplacement de la gare de départ, aujourd'hui détruite, se situe sur le parking du centre des congrès d'Aix-les-Bains, au pied de l'Hôtel Beau Site. Il est facilement reconnaissable avec le terrain aplani, le soubassement en pierre et les rambardes encore intactes encadrant le périmètre. La voie se prolongeait ensuite sur l'actuel boulevard de la Roche-du-Roi,. Le bâtiment voyageur est détruit par un incendie volontaire dans les années 1950,,. La gare SNCF porte encore aujourd'hui le nom d'Aix-les-Bains-Le Revard.
En 2013, l’association « Tourisme et Culture Autour de la Crémaillère » restaure la gare de Mouxy, dernier vestige des trois haltes de la ligne. Elle installe également quelques mètres de rails à crémaillère métriques, sur lesquels est exposée une locomotive du chemin de fer du Montenvers. En 2020, l'association a réalisé la reconstruction d'une voiture voyageurs de l'époque, positionnée devant la locomotive,,,.
Peu après l'ancienne station, les fondations de ponts sont encore visibles au-dessus de la D913, ainsi qu'au-dessus de la D49A, nommée très justement route du téléphérique.
La gare Pré-Japert est démolie en 1996. Il reste encore l’ancienne plate-forme, ainsi que les vestiges des fondations des grues à eau et leurs canalisations
La gare du Revard est reconvertie en supérette en 1930 et depuis 1956, est utilisé par une colonie de vacances de la ville de Pantin,.
Plus d'une vingtaine de passages inférieurs, permettant le franchissement de la ligne par les ruisseaux ou les habitants, subsistent encore aujourd'hui, tout comme le pavage le long du chemin,.